# Egon Balas
Egon Balas (n. 7 iunie 1922, Cluj, România – d. 18 martie 2019) a fost un matematician și economist, profesor la Tepper School of Business, Carnegie Mellon University. A fost membru al partidului comunist ungar în perioada interbelică, activ în cadrul PMR și PCR în România, apoi o victimă a epurărilor din perioada post-stalinistă. Egon Balas a plecat din România în 1967.

## Biografie
În ce privește etnia sa, într-un interviu a declarat: Sunt evreu ungur din România. Sunt evreu prin naștere, sânge, ADN. Într-un cuvânt, prin factorul genetic-biologic. Sunt de limba maternă maghiară, cu școală românească de la vârsta de șapte ani.
După anexarea Ardealului de Nord la Ungaria, când Egon Balas avea 18 ani, evreu fiind, i s-a interzis să-și continue studiile. Atunci s-a apropiat de marxism, în care vedea o rezistență împotriva asaltului nazist.
S-a înrolat apoi în Partidul Comunist, a devenit muncitor de fabrică, turnător de fier, apoi strungar, a intrat în sindicat, a organizat rezistența sub formă de greve, distribuiri de manifeste contra războiului, muncă de lămurire printre muncitori, și recrutarea de noi aderenți, până la arestarea sa de către DEF în August 1944. A fost supus torturilor obișnuite ale acestei instituții infame, nu a trădat pe nimeni dintre colaboratorii săi, și am fost condamnat la 14 ani de pușcărie. Datorită comportării sale la DEF, în primii ani de după război comuniștii i-au dat funcții de răspundere: în 1948 a fost trimis la Legația de la Londra, unde la 26 de ani a devenit cel mai tânăr membru al corpului diplomatic.
Între 1949-1952 a fost șeful Direcției Economice a Ministerului Afacerilor Externe. Dar, cu ocazia vizitei la București în Decembrie 1948, a făcut un raport care a fost criticat aspru ca reprezentând o poziție nemarxistă. În loc de a-și face autocritica, a cerut să fie înlocuit cu cineva care vede lucrurile în culori mai sănătoase. Începând cu acea dată, suspiciunile l-au urmărit în toată perioada cât a lucrat la Externe, iar în vara lui 1952 a fost arestat. După ce a fost eliberat, a fost reîncadrat la Institutul de Cercetări Economice, de unde a făcut o călătorie în Uniunea Sovietică în iunie 1956 , unde s-a convins că viața de acolo era și mai mizerabilă decât cea din România.
În 1957 a scris o carte despre teoria economică a lui John Maynard Keynes, încercând s-o explice pe înțelesul economiștilor marxiști și menționând că ea conține învățăminte și pentru o economie socialistă. Cartea a fost publicată, celebrată în presă ca originală, apoi criticată, autorul înfierat ca revizionist burghezo-cosmopolit, în final retrasă din circulație și din toate bibliotecile din țară ca eretică.
În 1959, a fost dat afară din Institutul de Cercetări Economice și pus sub interdicție de a publica în literatura economică. Atunci a început un proces autodidact de recalificare. Avea 37 de ani, și era conștient de riscul de a eșua. Peste nu mai mult de un an, în 1960, a început să publice rezultate în domeniul teoriei optimizării (cercetare operațională, programare matematică) în reviste matematice și statistice. Succesele inițiale în acest domeniu i-au dat curajul să încerce să-și creeze o viață nouă, în afara ideologiei.
În 1958, Grigore Moisil a venit la Institutul de cercetări economice pentru a explora posibilitățile de aplicare a matematicii în economie și s-a arătat foarte interesat de explorarea programării lineare ca unealtă de modelare a activității economice, la care tocmai lucra Egon Balas, și l-a încurajat să continue.
Când a reușit să părăsască România, în 1967, avea deja un nume în noua sa profesie datorită faptului că revista americană Operations Research publicase în 1965 articolul său despre așa zisul algoritm aditiv, care avusese un oarecare ecou în cercurile profesionale americane. Datorită acestui fapt, putea conta pe obținerea unei poziții într-o universitate sau un institut de cercetare.
Descoperirea sa din decembrie 1963, algoritmul aditiv, i-a adus mai multe oferte de lucru îndată ce a ajuns în Occident. A avut norocul de a fi invitat de George Dantzig, “tatăl programării lineare", să petreacă semestrul de vară (1967) cu grupul lui, la Stanford. Acolo a învățat enorm și s-a străduit din răsputeri să umple golurile care existau în auto-educația sa matematică. Începând din septembrie 1967 a devenit profesor la Universitatea Carnegie Mellon din Pittsburgh. Aici i s-au creat condiții de muncă fabuloase.
În 1974 a inventat o metodă numită Programare Disjunctivă, care la început nu prea a fost acceptată, dar cu două decenii mai târziu a revoluționat tehnica programării în numere întregi. I s-a acordat atunci (1995) premiul von Neumann, iar studiul asupra programării disjunctive, nepublicat în 1974, a apărut ca articol invitat, cu o prefață elogioasă semnată dei doi cercetători renumiți. Câțiva ani mai târziu a fost primul american căruia i s-a decernat Medalia de Aur EURO (EURO Gold Medal) a Asociației Europene de Cercetări Operaționale (2005).

### Publicații selectate
- E. Balas, A. Saxena: Optimizing Over the Split Closure, Mathematical Programming 113, 2 (2008), 219–240.
- E. Balas, M. Perregaard: A Precise Correspondence Between Lift-and-Project Cuts, Simple Disjunctive Cuts, and Mixed Integer Gomory Cuts for 0-1 Programming, Mathematical Programming B (94), 2003; 221–245.
- E. Balas, S. Ceria, G. Cornuéjols: Mixed 0-1 Programming by Lift-and-Project in a Branch-and-Cut Framework,  Management Science 42, 1996; 1229–1246.
- E. Balas: The Prize Collecting Traveling Salesman Problem: II Polyhedad Results, Networks 25, 1995; 199–216.
- E. Balas, S. Ceria, G. Cornuéjols: A Lift-and-Project Cutting Plane Algorithm for Mixed 0-1 Programs, Mathematical Programming 58, 1993; 295–324.
- E. Balas: The Prize Collecting Traveling Salesman Problem I, Networks 19, 1989; 621–636.
- E. Balas, J. Adams, D. Zawack: The Shifting Bottleneck Procedure for Job Shop Scheduling, Management Science 34, 1988; 391–401.
- E. Balas, V. Chivatal, J. Nesetril: On The Maximum-Weight Clique Problem,  Mathematics of Operations Research 12, 1987; 522–536.
- E. Balas: Disjunctive Programming, Annals of Discrete Mathematics 5, 1979; 3–51.
- E. Balas: An Additive Algorithm for Linear Programming in Zero-One Variables, Operations Research 13 (4), 1965; 517–546.